# Andreas Vaikla

v

Andreas Raido Karuks Vaikla (* 19. Februar 1997 in Toronto) ist ein estnisch-kanadischer Fußballtorhüter.

## Werdegang

### Verein
Andreas Vaikla wurde im Jahr 1997 im kanadischen Toronto geboren. Seine Karriere begann er bei den Vereinen Spartacus Soccer, Wexford Wolves und North Scarborou SC. Nach einem Spiel mit der U-16-Nationalmannschaft von Estland in Irland wurde ein Scout des englischen Vereins West Bromwich Albion auf ihn aufmerksam. Ein Jahr später wechselte er in die Youth Academy des Vereins aus Birmingham. In England stand er zwei Jahre unter Vertrag, bevor er nach Schweden zu IFK Norrköping wechselte. Der zu diesem Zeitpunkt 18-jährige Torhüter schloss dort einen Vertrag bis zum Saisonende 2016 ab. In der Meister-Saison 2015 stand Vaikla elfmal im Kader des Vereins, blieb jedoch ohne Einsatz. Sein Profidebüt gab er am 20. Februar 2016 einen Tag nach seinem neunzehnten Geburtstag in der Gruppenphase des Schwedischen Pokals gegen Östersunds FK.
Kurzzeitig war Vaikla zu Beginn der Spielzeit 2016 Stammtorhüter beim IFK Norrköping, wurde aber im Sommer des Jahres vom neu verpflichteten Österreicher Michael Langer aus dem Tor verdrängt. Im Januar 2017 verließ er daraufhin den Klub und schloss sich dem IFK Mariehamn in der Veikkausliiga an. Nach einer Spielzeit wechselte er weiter zu Kristiansund BK nach Norwegen, wo er hauptsächlich im Reserveteam zum Einsatz kam. 2019 ging er wieder für sechs Monate zum IFK Norrköping, jedoch bestritt er dort kein Spiel. So unterschrieb er 2020 eine Vertrag bei JK Trans Narva in Estland. Seit 2021 spielt er für die 2. Mannschaft des FC Toronto in der USL League One. Nach einer Leihe zum FC Edmonton spielt er seit 2023 unterklassig in Kanada.

### Nationalmannschaft
Der gebürtige Kanadier spielt als Sohn einer estnischstämmigen Familie für die Nationalmannschaft des Baltikums. Vaikla debütierte im Jahr 2012 in der U-16-Auswahl gegen Irland. Ein Jahr später spielte er einmal in der U-17 gegen Kasachstan. Nach einem Jahr ohne jeglichen Einsatz für die Juniorennationalmannschaften von Estland, stand er im Jahr 2015 zehnmal in der Estnischen U-19 zwischen den Pfosten. Ein weiteres Jahr später debütierte Vaikla in der U-21 gegen Kroatien. In der A-Nationalmannschaft debütierte der 19-jährige Vaikla unter Nationaltrainer Magnus Pehrsson im Juni 2016 gegen Andorra. Mit der Nationalmannschaft nahm er am Baltic Cup 2016 teil.